# Gran Turismo 2
Gran Turismo 2 (яп. グランツーリスモ2 Гуран Цу:рисумо Цу:) — видеоигра в жанре гоночного симулятора для игровой приставки Sony PlayStation. Gran Turismo 2 была разработана Polyphony Digital и издана SCEI в 1999 году. Игра была хорошо принята как игроками, так и критиками. По состоянию на март 2009 года, было отгружено 1.71 миллион копий игры в Японии, 20.000 в Юго-Восточной Азии, 3.96 миллионов в Северной Америке и 3.68 миллиона в Европе, что суммарно составляет 9.37 миллионов копий. GT2 входит в линейку Sony Greatest Hits. На сайте Metacritic средний балл игры составляет 93/100. Gran Turismo 2 также была первой игрой PS1, которая стала эмулироваться на Dreamcast с помощью Bleemcast.

## Игровой процесс

Cultus Pikes Peak version в GT2

В игре используется два совершенно разных режима — arcade и simulation. В arcade mode игрок может свободно выбирать машины и трассы и участвовать в гонках. В simulation mode игроку нужно получить водительское удостоверение, платить за машины и зарабатывать трофеи, чтобы открыть новые трассы. В Gran Turismo 2 представлено 650 автомобилей и 27 гоночных треков.
Во время своего выхода GT2 могла похвастаться самым большим списком новых и старых машин (около 650 экземпляров), доступных в одной игре от множества автопроизводителей. Для сравнения, оригинальная Gran Turismo и Gran Turismo 3: A-Spec имели меньше 200 машин. Некоторые известные производители, такие, как Ferrari и Porsche, не были представлены в игре, по причине невозможности получить нужные лицензии. Но в случае с Porsche был найден выход — Ruf, компания, которая делает модификации автомобилей Porsche, была включена в игру как своеобразная альтернатива.
Из-за ускоренной разработки, в игре есть авто, доступ к которым можно получить только с помощью Gameshark, или других схожих чит-дисков. Это Mercedes CLK Race Car и Volkswagen Polo 1.4. В интернете есть несколько видеороликов, которые доказывают существование этих машин.
В 1999 году ходили слухи о наличии McLaren F1 в игре, но они не подтвердились, так как нет никаких чит-кодов и никакого подтверждения со стороны Polyphony Digital, которые доказали бы присутствие этой машины.
В отличие от своего предшественника, в котором существовала определённая система турниров, в GT2 игрок может принимать участие в гонках в любом порядке. Игрок больше не может проходить этап квалификации перед каждым заездом.

## Разработка
После неожиданного успеха Gran Turismo, Кадзунори Ямаути хотел сделать Gran Turismo 2 «ещё совершенней».
Директор по маркетингу SCEA, Эмми Блейр, тоже имела большие надежды, заявляя, что «огромная и растущая популярность Gran Turismo четко позиционирует Gran Turismo 2, как самый ожидаемый продукт на рождественские праздники».
Джек Треттон (вице-президент по продажам SCEA) имел схожий энтузиазм, ожидая, что Gran Turismo 2 «улетит с полок быстрее, чем оригинал, тем самым начав отсчет увеличения популярности серии».
Во время выхода игры игроки столкнулись с различными ошибками и глюками. SCEA не игнорировала возмущения и со своей стороны предлагала замену игры, если возникнут проблемы.

## Отзывы и проблемы
| Сводный рейтинг    | Сводный рейтинг |
| Агрегатор          | Оценка          |
| ------------------ | --------------- |
| GameRankings       | 92,42 %         |
| Metacritic         | 93/100          |
| Иноязычные издания |                 |
| Издание            | Оценка          |
| GamePro            | 4,5/5           |
| GameSpot           | 8,5/10          |
| IGN                | 9,8/10          |
| OPM                | 5/5             |

Gran Turismo 2 получила положительные отзывы критиков. GameSpot оценил игру в 8,5 баллов из 10, рекомендуя её всем игрокам, которые как увлекаются, так и не увлекаются автомобилями.
Из-за того, что разработка игры была ускорена для выхода точно в рождественские праздники, ранние североамериканские версии игры можно завершить только на 98,2 %. Это, вероятнее всего, было связано с тем, что в ранних билдах игры присутствовал режим drag racing. Доказательством этого служит упоминание его в игровом руководстве, а также наличие в игре трёх машин для drag racing — две из них можно выиграть в обыкновенных гонках, а третью получить с помощью модификации Dodge Intrepid. Режим из игры был убран, а составляющая общей статистики — нет. Название одного убранного драг-трека (Palm Strip, который Polyphony Digital по ошибке написали как «Plam» Strip) можно увидеть во вступительном видеоролике.
В версии для англоязычных стран PAL-региона игрок может завершить игру на 100,9 %, по причине наличия автопроизводителя Vauxhall (наряду с Opel), который отсутствует в других версиях.
В игре есть множество опечаток, одну из них можно найти, если войти в состязание для автомобилей Dodge: гоночный курс назван «Viper Festibal» вместо «Viper Festival».
Только в ранних версиях североамериканского релиза игры можно получить машину Mark Martin’s #6 Ford Taurus Valvoline NASCAR, модифицировав Taurus SHO в simulation mode. В следующих версиях эта гоночная модификация отсутствует (при этом раскраска Valvoline присутствует в Arcade mode: игрок должен сделать модификацию Taurus в Simulation mode, а потом выбрать эту машину в Arcade mode).
Если игрок поучаствует во всех заездах Gran Turismo League Races, во время входа в гонку Midfield Raceway, которая находится в Pacific League events, игрок получит машину Nissan 300ZX GTS FedEx.
GT2 также не может правильно определить класс машины — автомобили могут входить в соревнования, в которых они не могут принимать участия по определению. Например, Mitsubishi Lancer Evolution может войти в первую гонку для ультра легковых автомобилей; Ford GT40, мощностью 305 л. с. принимает участие во второй гонке Historic Car Cup, в котором лимит мощности для машин — 295 л. с.; Vector W8 с 640 л. с. участвует в последней гонке MR Cup race, ограничение в которой — 591 л. с. Ещё один из глюков замечен в выдержке на трассе Trial Mountain, в котором среди машин с ограничением мощности в 295 л. с. раскатывает Vector M12 Race Car LM edition с 712 л. с., а в кубке Tuned Car Cup, на трассе Test Course среди обычных подвергшихся тюнингу автомобилей можно заметить HKS Drag 180SX, мощность которого — 1011 л. с.

## Музыка
| GT2: Music at the Speed of Sound |
| --- |
| 1. Apollo 440 — Cold Rock the Mic 2. The Cardigans — My Favorite Game 3. Crystal Method — Now Is the Time [New Millennium Mix] 4. Stone Temple Pilots — Sex Type Thing 5. Rob Zombie — Dragula [Hot Rod Herman Mix] 6. Garbage — I Think I’m Paranoid 7. Soul Coughing — Super Bon Bon |

| Gran Turismo 2 Original Game SoundTrack |
| --- |
| 1. Masahiro Andoh — Moon Over The Castle (GRAN TURISMO 2 Theme) 2. Masahiro Andoh — Blue Line 3. Masahiro Andoh — Never Let Me Down 4. Masahiro Andoh — Blade 5. Masahiro Andoh — Call of The Wild 6. Masahiro Andoh — Blowing Away 7. Masahiro Andoh — Hot Tin Root 8. Masahiro Andoh — Get Into It 9. Masahiro Andoh — Blue Line (Instrumental) 10. Masahiro Andoh — Moon Over The Castle (Type-R) 11. Isamu Ohira — Welcome Back, G.T. 12. Isamu Ohira — Windroad 13. Isamu Ohira — Poker Face 14. Isamu Ohira — Gold Rush 15. Isamu Ohira — The Drift Of Air Ver.2 16. Isamu Ohira — Soul of Garage 17. Isamu Ohira — Get Ready! 18. Isamu Ohira — You Made It! 19. Isamu Ohira — From The East 20. Isamu Ohira — The «Real» Motorious City |

| Gran Turismo 2 (In-Game Music) — PAL Version |
| --- |
| 1. Apollo 440 — Cold Rock the Mic 2. The Cardigans — My Favorite Game 3. Crystal Method — Now Is the Time [New Millennium Mix] 4. Stone Temple Pilots — Sex Type Thing 5. Rob Zombie — Dragula [Hot Rod Herman Mix] 6. Garbage — I Think I’m Paranoid 7. Soul Coughing — Super Bon Bon |

| Gran Turismo 2 (In-Game Music) — NA Version |
| --- |
| 1. Apollo 440 — Cold Rock the Mic 2. Rob Zombie — Dragula (Hot Rod Herman Mix) 3. Garbage — I Think I’m Paranoid 4. The Cardigans — My Favourite Game 5. Crystal Method — Now Is the Time (New Millennium Mix) 6. Stone Temple Pilots — Sex Type Thing 7. Soul Coughing — Super Bon Bon |